# Avcılar
Avcılar est l'un des 39 districts de la ville d'Istanbul, en Turquie, situé sur la partie européenne de la ville, à l'ouest du district de Küçükçekmece à l'entrée de la mer de Marmara.

## Histoire
La côte proche de l'embouchure de la mer de Marmara a toujours été une voie importante en temps de guerre. Par conséquent, lors de la préparation de la conquête d'Istanbul, l'Empire ottoman a peuplé Küçükçekmece avec des Turcs dont la présence dans cette région remonte donc à cette période.
Restent comme architecture ottomane un pavillon de chasse pour les sultans, Avcılar signifiant « chasseurs » en turc, et quelques fermes traditionnelles.

## Administration
Le district est divisé en 10 quartiers :
- Avcılar Merkez
- Ambarlı
- Cihangir
- Gümüşpala
- Denizköşkler
- Üniversite
- Mustafa Kemal Paşa
- Firuzköy
- Tahtakale
- Yeşilkent

## Économie

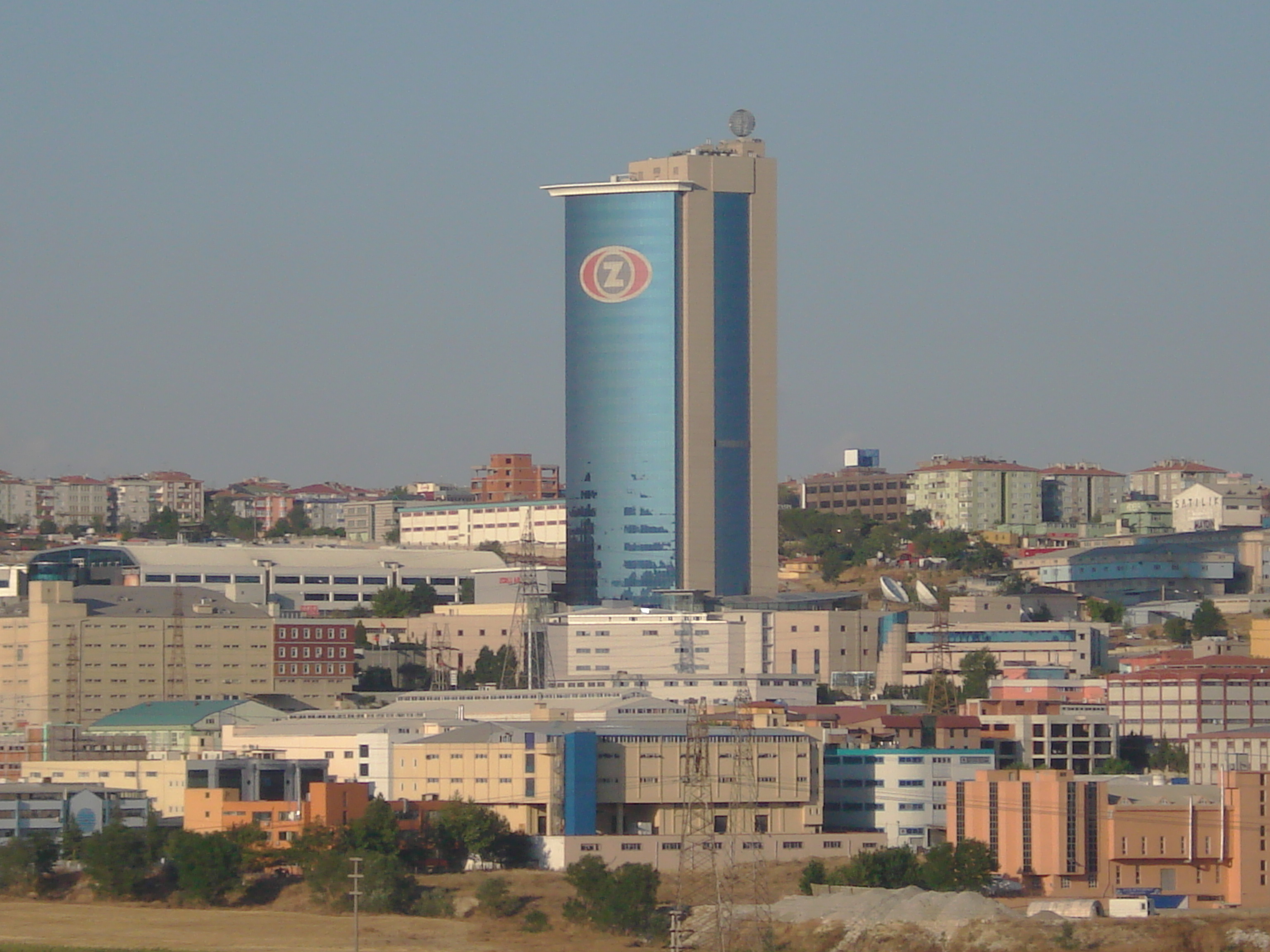
Zorlu Holding building in Avcılar